# Emmet Enos

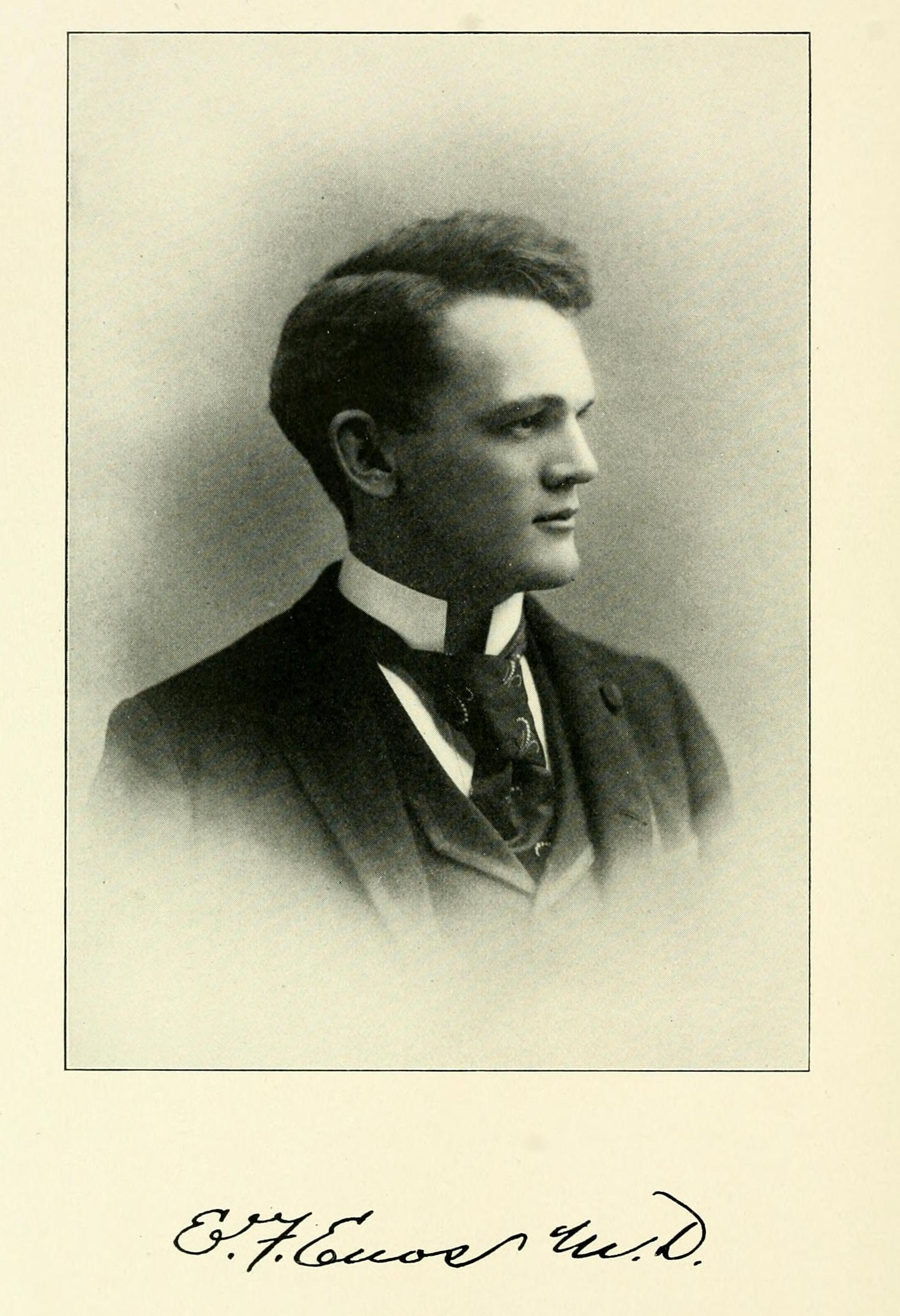
Emmet Enos

Emmet Enos (ur. 4 lipca 1866 w Kankakee, zm. 16 lipca 1902 w Elgin) – amerykański lekarz.

## Życiorys
Syn Franka D. Enosa (zm. 1874) i Anny z domu Gubtail. Miał brata Leona, później malarza w Chicago. Ukończył Northwestern University w Evanston i Rush Medical College w Chicago; tytuł doktora nauk medycznych (M.D.) otrzymał w 1892. W 1893 ożenił się z Jessie Hoke z Waldron, mieli jednego syna, Emmeta Jr (inne źródła mówią o dwójce dzieci).
Studiując w Chicago wydawał gazetę uczelnianą „Corpuscle”. Po otrzymaniu dyplomu przez pięć lat prowadził praktykę w Herscher, którą przejął po doktorze Elderze Williamie H. Van Dorenie. Od 1897 zatrudniony w Eastern Illinois Hospital for the Insane w Kankakee, po roku został mianowany szefem personelu medycznego i zastępcą kuratora szpitala. Należał do Kankakee County Medical Society i przez rok był przewodniczącym tego stowarzyszenia. Był masonem, popierał Republikanów.
Na krótko przed śmiercią, w lutym 1902, Enos rozpoznał u siebie wczesne objawy obłędu. Zrezygnował wtedy z pracy i wrócił do prywatnej praktyki, ale w maju choroba umysłowa gwałtownie się rozwinęła; zmarł 16 lipca 1902 w Elgin Insane Asylum. Choroba i tragiczna śmierć lekarza były odnotowane w prasie, także w innych stanach; chorobę dr. Enosa przypisywano przebywaniu z chorymi psychicznie, a także „bakterii obłędu”.